# Rejtélyek városkája
A Rejtélyek városkája (eredeti cím: Gravity Falls) 2012 és 2016 között vetített amerikai televíziós 2D-s számítógépes animációs kalandsorozat, amelyet a Alex Hirsch alkotott, aki a Nyomi szerencsétlen utazásai és a Pecatanya egykori írója is volt.
Az első epizódot először Amerikában, 2012. június 15-én mutatták be, vetítése hivatalosan pedig június 29-én kezdődött el. 2013. március 12-én a Disney Channel berendelte második évadját is. Ez volt a sorozat utolsó évada, amely 2016. február 15-én ért véget.
A sorozat magyar változatát a Disney Csatorna sugározta 2012. október 20-ától. Hazánkban 2016. május 7-én ért véget.

## Ismertető
A sorozat egy 12 éves ikerpár, Dipper és Mabel Pines nyári vakációját követi nyomon, akiket a szüleik erre az időre az Oregon állambeli Gravity Falls nevű helyre küldtek el, ahol a nagybátyjuk, Stan is dolgozik. Ő az itt látható turistaattrakciót futtatja a városban, a Rejtély kalyibát, mely a környék természetfeletti legendáiból csinál pénzt. Dipper azonban felfedezi, hogy a városban valami természetfeletti valóban történik...

## Évadösszegzés

### Első évad
Amikor Dipper a bácsikája kérésére felállít néhány hirdetést az erdő mélyén, talál egy titokzatos naplót egy odvas fában. A napló a városban fellelhető furcsa és természetfeletti dolgokat foglalja magába: zombik, gnómok, szellemek,  szörnyek, és egyéb furcsaságok létezéséről tesz tanúbizonyságot. A naplót egy ismeretlen szerző írta, aki évekkel ezelőtt nyomtalanul eltűnt. A napló három kötetből áll, melyek közül Dipper a harmadikat találja meg. Legtöbbször e könyv segítségével éli túl azokat a hajmeresztő és roppant veszélyes kalandokat, amiket a testvérével átélnek. A kalandok során azonban arra is rájönnek, mennyire számíthatnak egymásra...
Kalandjaik során a barátaik és a családjuk is gyakran segítenek nekik. Nagybátyjuk Stan, bár néha mogorva és undok, nagyon szereti a gyerekeket, és kész értük bármit megtenni. Az ikrek szívéhez ugyancsak közel áll Soos, a Rejtély kalyiba mindig vidám ezermestere, és Wendy, a csinos pénztároslány (akibe Dipper bele van zúgva, de az érzéseit nem meri előtte felvállalni). Az ikrek rájuk mindig számíthatnak, és ez fordítva is igaz.
A sorozat haladtával Dipper próbálja megoldani a város nagy rejtélyeit, miközben a Wendy iránti érzéseivel küzd, Mabel pedig spontán nyári románcot szeretne átélni, ám ez sosem jön össze neki. Közben gyakran csöppennek veszélyes kalandokba, ám leleményességüknek köszönhetően mindig kimásznak a slamasztikából, s közben sokat tanulnak a velük történtekből.
Idővel a Rejtély kalyibának riválisa akad, Kis Gideon, egy tízéves gyereklátnok személyében, aki a Telepátia sátor nevű turistalátványosságot vezeti. Gideon útja akkor kereszteződik a Pines családdal, amikor az ikrek kiderítik, hogy Gideon látnoki képessége egy varázserejű medálban rejlik, és ezt leleplezik a város előtt. Gideon emiatt örök bosszút esküszik a Pines család ellen. Ő rendelkezik a napló második kötetével, és mindazt, amit ebből tud, a Pines család ellen fordítja. Gideon a napló másik két kötetét is meg akarja szerezni, mert úgy hiszi, a könyv végtelen hatalom tudásáról értesíti a tulajdonosát. Biztos benne, hogy a könyv másik két kötete a Rejtély kalyibában van elrejtve, ezért mindenáron meg akarja szerezni az épületet.
Az ikrek később egy új ellenséget is szereznek maguknak, Bill Cipher, egy ördögi démon személyében. Bill és Gideon kezdetben összedolgoznak, hogy megszerezzék a Rejtély kalyibát, de miután az ikrek legyőzik Billt, Gideon felbontja vele az egyezséget. Ellenben Bill figyelmezteti az ikreket, hogy nagy tervei vannak a jövőre nézve, és, ha az megvalósul, minden, amit szeretnek, örökre meg fog változni.
Gideon ármánykodásának köszönhetően végül megszerzi a Rejtély kalyibát, ezzel a csőd szélére juttatva a Pines családot, az ikrek pedig kénytelenek elmenni Gravity Falls-ból. Dipper azonban nem hajlandó lemondani a nyári vakációjukról, és Mabellel együtt összefognak, hogy megmentsék a kalyibát. Közös csapatmunkával, és a barátaik, családjuk segítségével, leleplezik a város előtt Gideon álnokságát, így a kis gazember csalás és szemfényvesztés vádjában börtönbe kerül. A kalyiba megmenekül, az ikrek pedig mégis a városban maradhatnak.
Az évad végén Dipper és Mabel elmesélik Stannek a városban átélt kalandjaikat, melyeken a titokzatos napló segítette át őket. Kiderül, hogy a napló első kötete Stan birtokában van, később pedig megszerzi a másik kettőt is. Arra is fény derül, hogy a Rejtély kalyiba alatt Stan egy laboratóriumot rejteget, ahol egy különös gépezet kiépítésén fáradozik. A három napló segítségével sikerül működésbe hoznia a gépet.

### Második évad

#### I. rész
Stan tovább dolgozik a Rejtély kalyiba alatt rejtegetett gép kiépítésén, amiről kiderül, hogy egy átjáró egy másik dimenzióba. A városban azonban FBI ügynökök kezdenek nyomozni néhány paranormális esemény miatt, és a nyomok a Rejtély kalyibához vezetnek. Stan titokban akarja tartani a portált, amin dolgozik, ezért arra kéri Dippert és Mabelt (akik mit sem tudnak Stan titkáról), hogy legyenek óvatosak, és ne engedjenek közel magukhoz idegeneket.
Dipper eközben felteszi magának, hogy kideríti, ki lehet a naplók titokzatos szerzője. Az erdő mélyén találnak egy titkos bunkert, ahol régen a szerző dolgozott, és kísérleteket végzett. Itt csaknem mindannyijukkal végez az egyik ilyen kísérleti lény, de végül szerencsésen megmenekülnek. Dipper közben végre bevallja Wendy-nek az érzéseit, aki ugyan nem viszonozza, de megbeszélik, hogy továbbra is barátok maradnak.
Az ikrek találnak egy régi laptopot a bunkerben, amiről kiderítik, hogy a Vén McGucket, a város bolondjának tulajdona. Úgy hiszik, ő a naplók szerzője. Valójában McGucket nem a szerző, de fiatalkorában együtt dolgozott vele. Ő segített a szerzőnek a dimenzionális átjáró megalkotásában (amin most Stan is dolgozik), de amikor a munkálatok során tudomást szerzett valami szörnyű jövőbeli eseményről, úgy döntött, inkább szeretne elfeledkezni ezekről az emlékekről. Feltalálta az emléktörlő pisztolyt, ami segít elfelejteni az embereknek a nemkívánatos emlékeket, de végül elvesztette az összes emlékét, és teljesen megbolondult. Ő alapított egy titkos szervezetet a városban "Vak Szem" névvel, akik azon dolgoznak, hogy a városlakókkal elfeledtessék Gravity Falls természetfeletti dolgait. Dipper és Mabel lebuktatják ezt a szervezetet, mely során McGucket elfeledett emlékeit is visszaszerzik. Ő figyelmezteti az ikreket, hogy a portál, amit a szerző alkotott, rendkívül veszélyes, és ha aktiválódik, hatalmas pusztítást képes okozni.
Stan végül befejezi a portál újjáépítését, és türelmetlenül várja, hogy működőképes legyen. Dipper és Mabel azonban megtalálják Stan laborát a kalyiba alatt, és, mikor rájönnek, hogy Stan mit rejteget, illetve, hogy mennyit hazudott nekik, teljesen megrendül a bácsikájukba vetett bizalmuk. Le akarják állítani a gépet, de Stan könyörög nekik, hogy ne tegyék, arra hivatkozván, hogy minden, amit tett, az a családjuk érdeke. Dipper nem hiszi ezt, Mabel azonban bízik a bácsikájában, és enged neki. A portál aktiválása kis híján megöli, Stant, Dippert, Mabelt, és Soost, de végül épp bőrrel megússzák az eseményt. Az átjáró darabjaira hullik, épp az után, hogy egy titokzatos ember kisétál belőle. Stan felfedi, hogy ez az ember a naplók írója, és egyben az ő bátyja. Az évad első fele így ér véget.

#### II. rész
A Pines család találkozik a naplók szerzőjével, Stan rég elveszett ikertestvérével, Stanford-dal (röviden csak Ford). A két testvér felfedi a múltját Dipper és Mabel előtt, ami sok mindent megmagyaráz a számukra. Többek között a naplók és az átjáró keletkezését, Stanford eltűnését az átjáróban, a Rejtély kalyiba megalakulását, és Stanford és Stanley kapcsolatát. A két testvér közösen megegyezik, hogy a nyár végéig minden marad a régiben, de utána Stanley visszaadja Stanfordnak a házat, bezárja a Rejtély kalyibát, és elköltözik Gravity Falls-ból. Stanley beleegyezik, de csak azzal a kikötéssel, hogy a gyerekeknek semmi bajuk nem eshet a szünidő alatt.
A későbbiekben Dipper közelebb kerül Fordhoz, aki felfedi előtte, hogy a portál, amit Stan újraindított, egy kis szakadékot teremtett a dimenziók között, ami hihetetlenül veszélyessé válhat, ha tovább fejlődik. Az is kiderül, hogy a szakadék kulcsfontosságú szerepet játszik Bill Cipher ördögi terveiben. Ford elmeséli, hogy ő és Bill régen társak voltak, és a segítségével építette meg az interdimenzionális átjárót, amelyhez Bill átadta neki minden tudását. De mindvégig becsapta őt, mert a portál valódi célja, hogy utat nyisson Bill dimenziójából a miénkbe, s ezáltal ismeretlen veszélyforrásokat szabadítson fel, mellyel képes a világ végét okozni. Ford leállította  a portált, és elrejtette  a naplóit, hogy ezt megakadályozza, viszont Bill azóta is csak arra vár, hogy utat nyerjen a dimenziók között. Ehhez elég megszereznie a dimenzionális szakadékot, amellyel képes behatolni a való világba, és megvalósíthatja gonosz szándékait. A továbbiakban a Pines család azon fáradozik, hogy megvédjék a kalyibát és magukat Billtől, miközben ő újabb baljós lépésre készül ellenük.
Közeleg a nyár vége, és az ikrek igencsak nehezen birkóznak meg vele, hogy vakációjuk hamarosan véget ér. Dipper azt az ajánlatot kapja Fordtól, hogy maradjon Gravity Falls-ban a nyár után is, és segítsen neki a városban lévő furcsaságok kinyomozásában. Bár Dipper elfogadja az ajánlatot, aggódik, hogy mit szól majd hozzá Mabel, mivel a két testvér ezáltal távol kerülne egymástól. Mabel attól retteg, hogy ők is ugyanarra a sorsra jutnak, mint Stan és Ford (az ő kapcsolatuk már hosszú évekkel ezelőtt megromlott), és miután egy szörnyű nagyot vitázik Dipperrel, végül elkeseredett döntést hoz.
Üzletet köt Bill-lel: a dimenzionális szakadásért cserébe ő felajánlja, hogy meghosszabbítja a nyarat, ahogy Mabel akarja. Mabel átnyújtja neki a szakadékot, mit sem tudván annak fontosságáról. Amint Bill megszerzi, végre megvalósítja a tervét, és utat nyit a dimenziók között.

### Abszurdgeddon
A sorozat egy három részes különkiadással ér véget "Abszurdgeddon" (eredetileg "Weirdmageddon") címmel, amely Gravity Falls városának végső csatáját mutatja be Bill Cipher ellen.
Amikor Bill és saját dimenziójából érkező "barátai" átveszik az uralmat Gravity Falls fölött, a város hamar egy katasztrofális hellyé alakul. Mindent ellep a bizarr dolgok végtelen sora, a városlakók pedig fogságba esnek. Bill legyőzése és a város megmentése ettől kezdve a Pines családon áll vagy bukik. Ford az egyetlen, aki tudja Bill gyenge pontját, ám őt a gonosz démon fogságba ejti, mi több a naplóit is elpusztítja. Dippernek így egyedül kell szembenéznie az apokaliptikus helyzettel. Mindenek előtt a testvérét kell kiszabadítania, akit Bill csapdába ejtett egy furcsa, lebegő buborékbörtönben.
A buborék nem más, mint egy idillikus hely, ahol a nyár örökké tarthat és minden álom valóra válhat (ám mindez csupán Bill egyik csapdája, hogy Mabelt rabságban tartsa és szétválassza a Pines ikreket). Dipper rájön, hogy Mabel azért akar ebben az álomvilágban élni, mert fél a felnőtté válástól. Meggyőzi a nővérét, hogy nem kell félnie attól, mit hoz számára a jövő, mert a felnőtté válás nem feltétlenül rossz dolog. Miután belátja, hogy Mabelnek mennyire szüksége van rá, biztosítja őt, hogy nem fog itt maradni Gravity Falls-ban a nyár után, inkább hazamegy vele. Az ikrek kapcsolata helyreáll. Közös erővel kijutnak a buborékból, majd miután visszatérnek a Rejtély kalyibába, felfedezik, hogy Stan bácsikájuk és a város többi túlélője egy titkos ellenállást szerveztek a város megmentéséért. Elhatározzák, hogy a mozgalom élére állnak, és felveszik a harcot Bill ellen, hogy visszaszerezzék az általuk ismert Gravity Falls-ot.
Bill közben az univerzum feletti hatalomátvételt tervezi, ám döbbenten tapasztalja, hogy egy különös energiapajzs miatt, ami Gravity Falls körül húzódik, nem tudja elhagyni a várost. A pajzsot egyedül Ford tudná feloldani, zseniális agyának köszönhetően, ám ő nem hajlandó segíteni Billnek. A gonosz démon mindent megtesz, hogy kiszedje Fordból a megoldást, még az agyába is megkísérel belépni (noha később kiderül, hogy erre csak akkor lenne lehetősége, ha Ford engedné neki). Végső lépésként Bill a Pines család életét fenyegeti, hacsak Ford nem beszél.
Mivel Ford ismeri Bill gyenge pontját, az ellenállók elsődleges célja, hogy őt megmentsék. Egy gigantikus harci robot megépítése és a városban lévő természetfeletti lényekkel folytatott küzdelem után sikerrel járnak. Ford ezek után felfedi, hogy Bill gyenge pontja az úgynevezett Bill Cipher-kerék (egy ábra, ami a sorozat kezdete óta minden részben feltűnik ilyen-olyan formában, és az ábrán lévő szimbólumok a sorozat egy-egy szereplőjét jelképezik). Ford szerint ez egy ősi prófécia, melynek lényege, hogy ha a keréken lévő emberek összedolgoznak, együtt képesek olyan természetfeletti erőt generálni, amely legyőzi Billt. A módszer majdnem be is válik, ám Stan, aki szintén a kerék része, a Forddal való nézeteltérései miatt nem hajlandó segíteni. Így a terv megbukik, mindez pedig elég időt ad Billnek, hogy elpusztítsa az ábrát és csapdába ejtse a városlakókat.
Bill elfogja Dippert és Mabelt, és az ő életüket fenyegetve követeli Fordtól, hogy segítsen neki. A Pines családra hárul a végső feladat, hogy megküzdjenek Bill-lel, mindezért azonban óriási áldozatot kell vállalniuk. Ford látszólag beengedi Billt az agyába, ám egy ezt megelőző beszélgetés során Stan és Ford között (ahol végre tisztázták a gondjaikat), a két testvér helyet cserélt, így Bill Stan agyába lépett be, itt pedig Ford McGucket emléktörlő pisztolyával kiírtja a gonosz démont. Ahogy Bill elpusztul, megszűnik a káosza is, és minden újra a régi lesz. Gravity Falls megmenekül. Bill legyőzése azonban Stan emlékeinek elvesztésébe került: a történtek után már képtelen megismerni a családját vagy bármilyen velük kapcsolatos dolgot. Ám később kiderül, hogy a memóriája mégsem teljesen halott, mert arra mégis emlékszik, hogy ő, Dipper és Mabel miket éltek át a nyáron. Hosszú folyamatok során a Pines család emlékezteti Stant a közösen átélt kalandjaikra, és szép lassan sikerül előidézniük minden emlékét. Dipper és Mabel kimondhatatlanul örülnek, hogy visszakapták szeretett bácsikájukat.
Miután Gravity Falls-ban minden visszatér a normális kerékvágásba, az egész város hősként ünnepli a Pines családot, bátor és önzetlen tetteikért. Ford felajánlja Stannek, hogy hajózzák körbe a világot, és teljesítsék be a gyerekkori álmukat, ezzel az ő kapcsolatuk is helyreáll. A távollétében Stan átadja Soos-nak a Rejtély kalyiba vezetését. Az ő álma is beteljesül. Dipper és Mabel számára pedig véget ér a nyári vakáció. Nehéz búcsút vesznek a barátaiktól, ismerőseiktől, és útnak indulnak hazafelé, Kaliforniába.
A sorozat utolsó epizódjának legutolsó jelenetei néhány képkockát mutatnak a szereplők életéről az elkövetkezendő jövőben. Ezzel együtt az is kiderül Dipper és Mabel számára egy levélből, amit Gravity Falls lakosai írtak, hogy az itteni barátaik visszavárják őket jövő nyáron.

## A sorozat befejezése
2015. november 20-án a sorozat alkotója, Alex Hirsch tette nyilvánossá a twitter-oldalán, hogy a sorozat a második évad után véget ér.
Azt is hozzátette, hogy a műsort nem a Disney Channel törölte, hanem ő maga személyesen döntött a befejezésről. "Ez teljesen az én döntésem, amit már rég elhatároztam" – mondta Hirsch. – "A fejemben mindig is egy kerek történet volt, amit nem akartam a végtelenségig nyújtani. Gravity Falls mindig is egyetlen nagy nyári kalandnak lett szánva,  aminek van eleje, közepe és vége." A sorozat utolsó epizódja 2016. február 15-én jelent meg.

## Szereplők

### Főszereplők
- Dipper Pines: Egy okos és leleményes 12 éves fiú, Mabel ikertestvére. Fő célja a nyárra: megfejteni a Gravity Falls-ban lévő rejtélyeket. Ebben kezdetben a napló harmadik kötete, később pedig annak szerzője, Ford bácsikája lesz a segítségére. A nyár folyamán ő és Mabel gyakran keverednek különböző kalandokba, melyek során Dipper legtöbbször kicsit aggályos, igyekszik mindig reálisan gondolkodni, ami ellensúlyozza a nővére túlzott optimizmusát. De, ha bajba kerülnek, Dipper mindig kész segíteni a testvérének, és ez fordítva is igaz. Gyakran válik vicc tárgyává fura, mutáló hangja és gyerekes viselkedése. Becenevét (a Dipper jelentése Göncöl) arról kapta, hogy a homlokán van egy Göncölszekér formájú anyajegy, amit a haja mindig eltakar. Eredeti neve a sorozatban egyszer sem hangzott el, csupán a műsor alapján készült naplókötetben került nyilvánosságra: Mason "Dipper" Pines.[7]
- Mabel Pines: Dipper nővére, aki öt perccel korábban született, mint az öccse. A mindig energikus, örökmozgó és optimista Mabel folyton az élet napos oldalát látja, nem számít, hogy milyen különös vagy veszélyes kalandba csöppenjenek. Míg ő optimista, Dipper inkább a realitás híve. Mabel igazi művészlélek, nagyon szeret festeni, szobrászkodni, rajzolni, imád állatokat simogatni, valamint él-hal a színes pulóverekért. Folyton spontán nyári románcról álmodik, ami azonban sosem jön össze a számára. Gyakran segít Dippernek felderíteni a város rejtélyeit, és történjen bármi, mindig kész segíteni a testvérének. Van egy házmalaca, Csámpás, akit egy vásári játékon nyer. Két legjobb barátnője Grenda és Candy, akikkel gyakran lóg együtt.
- Stanley "Stan" Pines: Dipper és Mabel nagybácsikája, a Rejtély kalyiba nevű turistalátványosság vezetője. Lusta, önző és manipulatív, a legtöbbször kevés munkával igyekszik sok pénzt keresni. A csalás és megtévesztés nagy mestere, amivel a cégét is vezeti, többnyire sikeresen. Törvényellenes üzelmekbe is gyakran belekeveredik. Számtalan hibái ellenére azonban nagyon szereti a családját, főleg Dippert és Mabelt, akikért kész bármit megtenni. Az ikrek folyton próbálják bebizonyítani neki a városban zajló furcsaságokat, de Stan szinte sosem hisz nekik. Titokban azonban nagyon is sokat tud Gravity Falls rejtélyeiről. A sorozat folyamán több titok is kiderül róla, többek között, hogy a Rejtély kalyiba alatt van egy titkos laboratóriuma, ahol egy különös portál kiépítésén fáradozik, már több mint 30 éve. Célja, hogy e portállal visszahozza rég elveszett ikertestvérét, aki egykor az ő hibája miatt tűnt el az átjáróban. Bár a sorozat nagy részében Stanfordként ismerik, később kiderül róla, hogy a valódi neve igazából Stanley, aki felvette a testvére, Stanford nevét.
- Soos: A Rejtély kalyibában dolgozó ügyes ezermester, Dipper és Mabel barátja. Mindig kész segíteni az ikreknek, ha a szükség úgy hozza. Segíti őket a város rejtélyeinek felderítésében, és bár nem mindig érti a dolgok lényegét, bátor és tettre kész minden téren. Az egyetlen, amitől fél, ha a lányokkal kell beszélnie. Feszült viszonya van az apjával, aki gyerekkorában sosem akart vele időt tölteni, mert túl elfoglalt volt. Nagyon szereti a videójátékokat, valamint imádja a hasát, és a jó zenét. Van egy szerető nagymamája és egy Reggie nevű unokatestvére, aki a megszólalásig hasonlít rá, bár kettejük közül utóbbi a "menőbb." A valódi neve Jesus Alzamirano Ramirez.
- Wendy Corduroy: A Rejtély kalyibában dolgozó pénztároslány, akibe Dipper reménytelenül bele van zúgva. Nagyon laza, mindig menő, kicsit fiús lány, aki, amikor csak teheti, igyekszik kibújni a rá háruló munka alól. Szeret Dipperrel és Mabellel bolondozni a köztük lévő korkülönbségek ellenére. Van egy három fiúból és egy lányból álló haverbandája, akikkel mindig együtt lóg. Három bátyja is van, a családjából ő az egyedüli lány. Van egy Robbie nevű fiúja (akivel később szakít), akit Dipper a Wendy iránti szerelme lévén kicsit sem kedvel. Az apja Dan Corduroy, a helyi favágó.
- A szerző, más néven Stanford "Ford" Pines: Stan rég elveszett ikertestvére. Kiléte a sorozat folyamán sokáig ismeretlen. 1982-ben eltűnt, de később visszatér Gravity Falls-ba azon a portálon keresztül, melynek újjáépítésén Stan 30 évig dolgozott. A portált eredetileg ő alkotta meg abból a célból, hogy felderíthetetlen rejtélyeket oldjon meg a segítségével, de az átjáró végül túl veszélyessé vált, és őt is átszippantotta egy másik dimenzióba. Korábban a Rejtély kalyiba is az ő otthona volt, ahol tudományos kísérleteit végezte, mielőtt a hely turistalátványosság lett (a testvére jóvoltából). Ő a naplókötetek írója, ő tárta fel a Gravity Falls-ban történő furcsaságok eredetét, amiket aztán egy háromkötetes naplóban jegyzett le. Kiemelkedően magas IQ-ja van, és több mint 12 doktori címmel rendelkezik. Rejtélyekkel és paranormális dolgokkal való szimpatizálását megmagyarázza hat ujjal való születése, ami a naplói borítóján lévő lenyomatról is jól látszik.

### Mellékszereplők
- Vén McGucket: A város bolondja. Egy szeméttelepen él, ahol különböző tákolmányok összeszerelésével múlatja az időt, s ezeket általában rászabadítja a városra. Fiatalkorában híres feltaláló volt, aki együtt dolgozott Stanford Pineszal, ő segített neki megépíteni a dimenziók közti átjárót. Idővel szörnyű titkokat tudott meg, ezért megalkotott egy masinát (a memória törlő pisztolyt), hogy kitörölje az emlékezetéből ezeket a nemkívánatos emlékeket, ám végül elvesztette az összes emlékét. Ő a Vak Szem társaságának alapítója, akik azon dolgoznak, hogy elfeledtessék a városlakókkal a Gravity Fallsban történő titkokat. A sorozat végén visszanyeri a józan eszét, és világhírű feltaláló lesz belőle. A valódi neve Fiddleford Hadron McGucket.
- Bill Cipher: Egy gonosz háromszög alakú démon (kinézetét az 1 dollárosokon látható Illuminati jelről kapta és erős hasonlóságot mutat a mindent látó szemmel). Képes behatolni mások agyába, vagy képes embereket megszállni. Eredete ismeretlen, annyit tudni róla csupán, hogy idősebb és rejtélyesebb, mint maga a világegyetem. Végtelen tudás birtokában van. Kezdetben Stanford Pines idézte meg őt Gravity Falls-ban, hogy segítsen neki a kutatásaival, de Bill kihasználta őt gonosz céljai megvalósításához. Ford szerint Bill csak arra vár, hogy utat találjon a saját dimenziója és a miénk között, és káoszt teremtsen. Céljai elérésében képes mindent megtenni, nem riadva vissza semmitől. Ő a sorozat legfőbb antagonistája.
- Kis Gideon: A Pines család ellensége, aki a Telepátia sátor nevű turistalátványosságot üzemelteti, ami sikeresebbnek bizonyul a Rejtély kalyibánál. Gideon nagyon sikeres és karizmatikus, ám, mint kiderül, ezen képessége varázserejű medáljában rejlik. Amikor Dipper és Mabel megfosztják őt a hatalmától, Gideon bosszút esküszik a Pines család ellen. Ő rendelkezik a napló második kötetével, és az ebből fakadó tudását ellenük használja, ám a család szerencsére mindig túljár a kis gazember eszén. Végül leleplezik Gideon kétszínűségét a városlakók előtt is, így ő börtönbe kerül. A sorozat végére Gideon jó útra tér, és segít a Pines családnak a Bill Cipher elleni végső küzdelemben.
- Candy Chiu és Grenda: Mabel legjobb barátai, akiket Gravity Falls-ban ismer meg. Kettejük közül Candy a félénk kocka lány, míg Grenda nagydarab, merész és mély, férfias hangja van. Mabellel együtt nagyon kedvelik a furcsa, bizarr dolgokat, szeretnek fiúzni (igaz, kevés sikerrel), és imádják a késő estig tartó, lányos pizsamapartikat.
- Blendin Blandin: Egy időutazó, akinek feladata, hogy anomáliákat és paradoxonokat szüntessen meg a tér-idő kontinuumban. Kezdetben Dipper és Mabel ellensége, akik egy alkalommal keresztbe tesznek ezen küldetésében, de később segítenek neki helyrehozni ezt a hibát.
- Pacifica Northwest: A legnépszerűbb lány Gravity Falls-ban, Mabel riválisa. Ők ketten mindig versengenek egymással. Ő Nataniel Northwest, a város alapítójának dédunokája (bár később kiderül, hogy nem a Northwestek alapították a várost), ezért igen fennhéjázón és lenézően viselkedik másokkal. Dipper később kideríti, hogy Pacifica valójában jó ember, aki csak a szülei miatt igyekszik mindig úgy viselkedni, ahogy ők elvárják.
- Robbie Valentino: Wendy barátja, egy laza, gót stílusú tini. Kicsit sem kedveli Dippert és ez kölcsönös. Tud gitározni és szeret zenét írni. Wendy később szakít vele, így Mabel segít neki, hogy talpra álljon, és kerítsen egy új barátnőt.
- Mermando: Egy sellő, Mabel barátja. A Gravity Falls-i uszodában találkoznak, és Mabel segít neki megszökni az uszoda fogságából, hogy Mermando visszajusson a Mexikói-öbölbe a családjához.
- Blubs seriff és Durland őrmester: A városban dolgozó elszánt, bár kissé ostoba, komikus rendőrduó.
- Abuelita: Soos anyai ágú, spanyol származású nagymamája, aki egészen gyerekkora óta egyedül neveli őt. Nagyon törődő, gondoskodó típus, nemcsak Soos-al, de a Pines család minden tagjával.
- Buddy Gleeful: Gideon édesapja, aki egy autókereskedést vezet, miután a Telepátia sátor Gideon bukása miatt tönkremegy.
- Trigger és Powers ügynök: FBI különleges ügynökök, akik a városban történő paranormális dolgok után nyomoznak.
- Lusta Susan: A Gravity Falls-i étteremben dolgozó mindig vidám pincérnő, akibe Stan bele van zúgva.
- Dan Corduroy: A nagydarab, rendíthetetlen favágó, Wendy édesapja.
- Lee, Nate és Tambry: Wendy barátai, akikkel gyakran lóg együtt, ha épp nem a Rejtély kalyibában dolgozik. Mindannyian szabad szellemű, nagyon laza tinédzserek.

## Szereposztás

### Főszereplők
| Szereplő       | Eredeti hang     | Magyar hang     |
| -------------- | ---------------- | --------------- |
| Dipper Pines   | Jason Ritter     | Markovics Tamás |
| Mabel Pines    | Kristen Schaal   | Molnár Ilona    |
| Stanley Pines  | Alex Hirsch      | Bácskai János   |
| Soos           | Alex Hirsch      | Sótonyi Gábor   |
| Wendy Corduroy | Linda Cardellini | Dögei Éva       |
| Stanford Pines | J. K. Simmons    | Várkonyi András |

### Mellékszereplők
| Szereplő                 | Eredeti hang             | Magyar hang                                                                            |
| ------------------------ | ------------------------ | -------------------------------------------------------------------------------------- |
| Fiddleford McGucket      | Alex Hirsch              | Kajtár Róbert (vén) Seszták Szabolcs (fiatal) (1. hang) Seder Gábor (2. hang) (fiatal) |
| Bill Cipher              | Alex Hirsch              | Bodrogi Attila                                                                         |
| Gideon Gleeful           | Thurop Van Orman         | Sánta László (1. hang) Bódy Gergely (2. hang) Kossuth Gábor (3. hang)                  |
| Grenda                   | Carl Faruolo             | Sági Tímea                                                                             |
| Candy Chiu               | Niki Yang                | Sipos Eszter Anna                                                                      |
| Blubs seriff             | Kevin Michael Richardson | Faragó András                                                                          |
| Durland őrmester         | Keith Ferguson           | Vári Attila                                                                            |
| Blendin Benjamin Blandin | Justin Roiland           | Baráth István (1. hang) Bodrogi Attila (2. hang) Elek Ferenc (3. hang)                 |
| Lusta Susan              | Jennifer Coolidge        | Grúber Zita                                                                            |
| Mermando                 | Matt Chapman             | Dolmány Attila                                                                         |
| Abuelita                 | Matt Chapman             | Kassai Károly                                                                          |
| Robbie Valentino         | T. J. Miller             | Láng Balázs (1. évad, 2 évad 3. résztől-20. részig) Szabó Máté (2. évad 14. rész)      |
| Pacifica Northwest       | Jackie Buscarino         | Andrádi Zsanett (1. hang) Fésűs Bea (2. hang)                                          |
| Bud Gleeful              | Stephen Root             | Albert Péter (1. hang) Kerekes József (2. hang)                                        |
| Trigger ügynök           | Brad Abrell              | Bardóczy Attila                                                                        |
| Powers ügynök            | Nick Offerman            | Megyeri János                                                                          |
| "Manly" Dan Corduroy     | John DiMaggio            | Megyeri János                                                                          |

| Szinkronstúdió                   | Párbeszéd Irány | Fordítás      | Hangmérnök   | Gyártásvezető |
| -------------------------------- | --------------- | ------------- | ------------ | ------------- |
| Digital Media Services (1. évad) | Dobay Brigitta  | Blahut Viktor | Márkus Tamás | Kablay Luca   |
| SDI Media Hungary (2. évad)      | Dobay Brigitta  | Blahut Viktor | Márkus Tamás | Kablay Luca   |

### Vendégszereplők
- Nathan Fillion – Preston Northwest, Pacifica apja
- Mark Hamill – Az Alakváltó, egy veszélyes szörnyeteg
- Jonathan Banks – Filbrick Pines, Stan és Ford apja
- John Oliver – Viasz Sherlock Holmes
- Larry King –  Viasz Larry King
- Coolio – Viasz Coolio
- Patton Oswalt – Francz, egy gnóm
- Jim Cummings – Steve, egy másik gnóm
- Kyle MacLachlan – Buszsofőr
- Jessica DiCicco – Tiffany, egy videójáték karakter
- Danielle Fishel – Pyronica
- Alfred Molina – Multimedve
- Neil deGrasse Tyson – Csámpás hangja, aki egy részben megtanul beszélni
- Peter Serafinowicz – Vak Iván
- John DiMaggio –  A szerelemisten
- “Weird Al” Yankovic – Probabilitor
- Chelsea Peretti – Darlane
- Louis C.K. – Az ijesztően Izzadós Egykezű Nagyfejű Monstrum

## Fogadtatás

### Nézettség
A sorozat különleges premierrel kezdett a Hadd soul-jon c. Disney-film premierje után, amely 3,4 millió nézőt vonzott. Kiugró nézettséget produkált még az első évad ötödik epizódja is, melyet 3,6 millióan néztek első adásakor. 2013-ban a legmagasabb nézőszáma a Rejtélyek városkájának a „The Deep End” („Mélyvíz”) című epizódjának volt, mely a Varázslók a Waverly helyből különleges utolsó epizódja, az „Alex vs. Alex” után került leadásra, és 4,5 milliós nézettséget kapott. 2015-ben ezt az eredményt megdöntötte a "A Tale of Two Stans" című epizód, 19,1 milliós nézettséggel. Egy évre rá a sorozatzáró epizód, a "Weirdmageddon 3", 24 milliós nézettséget tudott magának a Disney XD-n.
A Disney Channel sorozatai közül nézettségileg különösen jól teljesít, legalacsonyabb nézettsége 2,6 milliós volt, legtöbbször három és négy millió között hoz eredményeket, két alkalommal három millió alatti, három alkalommal pedig négy millió feletti számokat hozott az eddigiek során. A sorozat így alapvetően jobban teljesít, mint a vele párhuzamosan futó Jessie, Zsenipalánták és Pecatanya részek, illetve hasonló eredményekkel fut, mint a Sok sikert, Charlie!, a Phineas és Ferb, Az eb és a web és az Indul a risza!.

### Kritikai fogadtatás
A sorozat pozitív visszajelzéseket kapott. Jelenleg[mikor?] 8,7-es átlaggal bír a TV.com-on, 8,9-es átlaggal több, mint 9789 szavazóból az IMDb.com-on. A kritikák túlnyomó része is pozitív lett, mely a műsorról készült. Brian Lowry a Variety-től azt állította, "A sorozat azt a színes minőséget hozza, amit a gyerekeknek adni kéne, és kicsit nosztalgikus hangulatot ad vissza a szülőknek.", amíg a Los Angeles Times-ban publikáló Robert Lloyld azt mondta róla: "..kellemes csavarok, egy kis eldiznisített akcióval és mindez szívmelengető csomagolásban...". Matt Blum, a Wired kritikusa a Cartoon Network Parkműsorához hasonlította a rajzfilmsorozatot, valamint a Disney másik animációs műsorához, a Phineas és Ferb-höz – "értelmes, fura, és valamennyire megrendítő".

## Epizódok
| Évad | Évad | Epizódok | Eredeti sugárzás   | Eredeti sugárzás   | Magyar sugárzás   | Magyar sugárzás    |
| Évad | Évad | Epizódok | Évadpremier        | Évadfinálé         | Évadpremier       | Évadfinálé         |
| ---- | ---- | -------- | ------------------ | ------------------ | ----------------- | ------------------ |
|      | 1    | 20       | 2012. június 15.   | 2013. augusztus 2. | 2012. október 20. | 2013. november 23. |
|      | 2    | 20       | 2014. augusztus 1. | 2016. február 15.  | 2014. december 6. | 2016. május 7.     |